# 短刺秋海棠
短刺秋海棠（学名：Begonia brevisetulosa）是秋海棠科秋海棠属的植物，是中国的特有植物。分布于中国大陆的四川等地，目前已由人工引种栽培。